# 多重實現
多重實現是一個心靈哲學理論，主張相同一個心靈性質、狀態或事件可以被多於一種的不同的物理性質、狀態或事件所實現。
心靈哲學家使用多重實現來論證心靈狀態與物理狀態不同，而且不能還原為物理狀態。他們也用多重可實現來辯護或批判許多版本的功能主義，尤其是機器狀態功能主義。

## 多重實現的概念
心靈哲學中的多重可實現性論點假設同一個心理狀態可以由不同的物理狀態來實現；另一種說法是從物理狀態到心理狀態有多對一的映射。一般而言，多重實現性並不局限於心理狀態的多重實現性。例如，各式各樣的物理裝置都可以充當開瓶器。心理狀態也可以用多種方式來實現。就像圖靈機的邏輯狀態可以透過不同機制的不同結構狀態來實現一樣，以此類推，人類的心理狀態也可以透過不同個體的不同物理狀態來實現。舉例來說，疼痛在不同的生物體中與神經系統的不同物理狀態相關，但這些生物體都體驗到 「疼痛 」的心理狀態。

## 外部鏈接
- PhilPapers bibliography on multiple realizability